# Semiothisa avitusaria
Semiothisa avitusaria là một loài bướm đêm trong họ Geometridae.